# 李嘉俊
李嘉俊（英語：Carson Lee，1995年9月26日—），香港男歌手，男子組合MATCH前成員。

## 簡歷
李嘉俊曾留學韓國，並已考達六級韓語檢定。
2023年，他參加ViuTV選秀節目《全民造星V》，晉身二十強。他於比賽期間經常擔任唱高音的部分，憑歌藝令觀眾留下難忘印象。同年10月，他與另外四名參賽者Maico（鄭仲豪）、Tomy（何家銘）、劉宇軒及Aaron Bosco（雷振耀）組成男子組合MATCH出道。
2024年3月，他與JFFT成員GE李嘉彥推出合唱歌《I身I世》，並在JFFT歌謠祭首度演唱。。同年9月，他首度參演一共10場的音樂劇《重拾：10分鐘》。
2025年5月，他參加ViuTV音樂選秀企劃《CHILL CLUB X THE FIRST TAKE：THE STAGE OF VOICE》，並晉身二十強。 同月，他在社交平台宣布退出MATCH。

### 個人生活
他的女友為電競主播彭泳熙。

## 音樂作品

### 單曲
| 推出日期 | 曲目       | 作曲               | 填詞   | 編曲               | 監製               | 備註                 |
| 2024年   |            |                    |        |                    |                    |                      |
| 3月15日  | I身I世     | 李嘉俊, 何家銘, GE | 李傲平 | 何家銘             | 李嘉俊, 何家銘, GE | 與GE合唱             |
| 10月28日 | 叫我大聖爺 | 藤原聰             | 李傲平 | Official鬍子男dism | 不適用             | 《SOULSOUP》改詞作品 |

### 創作作品
2024年
- GE & Carson - I身I世（與何家銘、GE作曲）
- MATCH - Mom I'd Like To…（與何家銘、YueHin作曲）

## 演出

### 電視節目
- 2023年：《全民造星V》參賽者[9]
- 2025年：《CHILL CLUB X THE FIRST TAKE：THE STAGE OF VOICE》參賽者[10]

### 舞台劇
- 2024年：《重拾：10分鐘》 飾 陳生[11]

### MV
- 2023年：馮允謙 - 尋找隱世巨聲[12]

## 外部連結
- 李嘉俊的Instagram帳戶